# 觀瀾雅軒
觀瀾雅軒（英語：Baycrest）是香港的一個私人屋苑，位於香港新界馬鞍山恆明街8號，鄰近港鐵恆安站。屋苑由恒隆地產發展，物業共有6座，於2000年入伙，八成單位單位可享吐露港景色。

## 建築
物業由6座大廈呈波浪形排列，提供618伙單位，細2房單位由750餘方呎起，3房連套房戶面積逾1100方呎，大部份單位均享有沙田海景致。
- 第1座每層僅設2伙，提供套房單位，實用面積約1,012方呎。
- 第2、3及6座全屬三房連套房戶，實用面積由約930餘至逾1,100方呎，每層有4伙。
- 第4及5座全屬兩房單位，實用面積逾580至610方呎，每層有6伙。

## 設施
會所樓高4層，室內設施及綠化園林面積達80,000平方尺。設施包括戶外泳池、網球場、保齡球場、健身室、桌球室、乒乓球室、鋼琴室、兒童遊樂室、閱讀室、健康舞室及按摩池等。

## 交通
屋苑毗鄰港鐵屯馬綫，步行往恒安站只需2分鐘。此外，區內亦有多條巴士線、小巴線前往香港各區。道路網方面，由馬鞍山路連接大老山隧道至九龍東、或經獅子山隧道、沙田嶺隧道至西九龍，及由城門隧道至荃灣區。新界居民巴士路線NR832（页面存档备份，存于），由陽光巴士旗下開大旅遊服務有限公司營辦，共設兩條循環線由屋苑開出，分別來往大學站及海栢花園。

## 選區
2018年選舉管理委員會因應原有頌安及鞍泰選區2019年預計人口均會超出法例許可的上限，故此需要增加新選區以吸納超出的人口。當中頌安原區界內觀瀾雅軒及天宇海位置劃出新增選區，並吸納鞍泰選區的海典灣、嘉華星濤灣及嵐岸組成海嵐選區。